# Équipe de Papouasie-Nouvelle-Guinée féminine de rugby à XIII
L'équipe de Papouasie-Nouvelle-Guinée féminine de rugby à XIII, surnommée les «PNG Orchids » est l'équipe qui représente la Papouasie-Nouvelle-Guinée dans les principales compétitions internationales de rugby à XIII. Elle regroupe les meilleures joueuses papouan-néoguinéennes    
Au début des années 2020, cette équipe est composée essentiellement de joueuses professionnelles ou semi-professionnelles, disputant la « National Women's Rugby League »  (championnat australien)  le championnat féminin papouan-néo-guinéen et parfois aussi la Women's Super League britannique.   
Cette équipe a été popularisée par le documentaire « Power Meri » de Joanna Lester qui retrace l'épopée de l'équipe lors de la coupe du monde de 2017.   

## Histoire
Le premier test-match de la sélection a lieu le 23 septembre 2017  à Port Moresby avec une défaite  face à l'Australie (4-42).

## Personnalités et joueuses notables
Le documentaire « Power Meri » a mis en lumière la joueuse et capitaine de l'équipe en 2017, Cathy Neap.
Lors de la coupe du monde suivante, de 2021, c'est la joueuse Elsie Albert qui est honorée en étant sélectionnée symboliquement dans l' « équipe du tournoi ».

## Palmarès

### Parcours dans les compétitions internationales

#### Coupe du monde
L'équipe a participé à deux coupes du monde ; celles de 2017 et 2021.
Elle atteint les demi-finales de la coupe du monde de 2021.

## Vidéographie
- Bande-annonce du documentaire "Power Meri" (2018, en anglais)